# Alexandra Billings
Compléments
Deuxième femme transgenre à jouer le rôle d'une femme transgenre à la télévision
Alexandra Scott Billings (née le 28 mars 1962) est une actrice, enseignante, chanteuse et militante américaine. Billings est la deuxième femme ouvertement transgenre à avoir joué un personnage transgenre à la télévision, dans le film télévisé de 2005 Romy and Michele: In the Beginning. Elle est connue pour le personnage récurrent de Davina dans la série Amazon Transparent et a également joué des personnages transgenres dans ER, Eli Stone, How to Get Away with Murder et Grey's Anatomy,.

## Jeunesse
Billings est née dans l'Illinois dans une famille présentant des origines européenne américaine, afro-américaine et amérindienne. Son père, Robert Billings, était professeur de musique au Los Angeles Harbor College et directeur musical du Los Angeles Civic Light Opera, faisant naître son intérêt pour le théâtre. Elle a été son assistante, travaillant dans les coulisses avec Carol Burnett et Yul Brynner . Elle est également apparue dans Jesus Christ Superstar et The Roar of the Greasepaint — the Smell of the Crowd . Le début de l'âge adulte d'Alexandra Bilings est marqué par une grande précarité, la prostitution et l'addiction à la cocaïne et aux opioïdes.

## Carrière

### Travail sur scène
Au début des années 1980, Alexandra Billings travaille sous le nom de scène Shante au célèbre Baton Show Lounge de Chicago, dans l'Illinois. Elle remporte plusieurs  concours de beauté et est nommée Miss Wisconsin, Miss New York, Miss Chicago, Miss Illinois et Miss Florida. Elle est également juge du concours Miss Continental en 2000 et 2001.
Alexandra Billings réalise la plupart de sa carrière dans les théatres de Chicago, en particulier le Bailiwick Theatre, le Light Opera Works, le Court Theatre et le Steppenwolf Theatre . Elle collabore pour des pièces de plusieurs auteurs notables tels que Larry Kramer, Tina Landau et Jamie Pachino et reçoit le Joseph Jefferson Award et cinq After Dark Awards pour son travail au Chicago Theatre. Elle monte un seule-en-scène autobiographique qui tourne à Boston, Chicago, Los Angeles et autour de Broadway. Elle a été associée artistique du About Face Theatre.
Alexandra Billings est également chanteuse professionnelle et se produit dans les théâtres et les boîtes de nuit à travers les États-Unis. Elle a enregistré son deuxième CD The Story Goes On en 2003 et a reçu en 2004 le prix New York MAC Hanson pour l'artiste de cabaret de l'année.
Plus récemment, Alexandra Billings est apparue dans l'émission «S / He and Me». À l'automne 2018, elle apparait également dans The Nap au Manhattan Theatre Club et est l'une des premières personnes ouvertement trans (sinon la première) à être choisie pour un rôle trans à Broadway.
En septembre 2019, il a été annoncé que Billings jouerait le rôle de Madame Morrible dans la comédie musicale Wicked de Broadway. Elle serait alors la première personne transgenre à jouer dans la série.

### Apparitions à la télévision et au cinéma
La station PBS de Chicago, WTTW, a produit au début des années 2000 un documentaire intitulé «Schoolboy to Showgirl: The Alexandra Billings Story» sur la vie et la carrière d'Alexandra Billings.
Elle apparait en 2005 dans le film télévisé Romy and Michelle: A New Beginning. Elle a également joué des personnages transgenres dans des épisodes de Karen Sisco, ER, Eli Stone et Grey's Anatomy.
En 2010, Alexandra Billings apparait dans le film FAUX, dans lequel elle commente l'impact positif du mariage gay sur l'économie.
En 2015, elle joue le rôle de la professeure Jill Hartford dans la saison deux, épisode six de Comment s'en sortir avec un meurtre,,.
En 2017, elle fait partie des acteurs et actrices transgenres (avec la participation de GLAAD et ScreenCrush) demandant des rôles plus nombreux et améliorés pour les personnes transgenres dans une lettre filmée à Hollywood écrite par Jen Richards ,.
En 2018, elle joue le juge Martha Wallace dans la deuxième saison de Goliath.
Alexandra Billings est surtout connue pour son rôle de Davina dans la série Amazon, Transparent, dans laquelle le personnage apparaît dans le premier épisode de la série et fait de nombreuses apparitions au cours des saisons suivantes.

### Enseignement
Elle enseigne depuis 2002 le cursus Viewpoints à la Steppenwolf Summer School. Au cours de sa carrière, elle a également enseigné dans les universités Louis, de Chicago, de l'Illinois, ainsi qu'à l’Illinois Theatre Convention, aux studios Act One et dans divers cours et ateliers dans la région de Chicago. Elle enseigne actuellement à la Steppenwolf School West à Los Angeles en Californie ainsi qu'à l'Université de Californie du Sud à Los Angeles. Avant de travailler à l'USC, elle était professeure adjointe à la California State University à Long Beach, où elle a reçu sa maîtrise en beaux-arts. Elle y prononce également le discourt d'ouverture du collège des arts en 2015.

## Activisme
Alexandra Billings est une militante contre le VIH et pour les droits des personnes LGBTQ. Elle plaide en faveur de l'égalité pour la communauté LGBTQ et exhorte les autres à utiliser leur voix pour faire évoluer les choses au sein de la communauté.
Elle reçoit en 2016 le prix de la visibilité de la campagne pour les droits de l'homme, récompensant les membres exceptionnels se revendiquant ouvertement de la communauté LGBTQ aux yeux du public. Après avoir reçu le prix, Billings a remercié le public, mais a également déclaré: « Je regarde autour de moi, et je vous vois, tous ici et je n'ai pas les mots pour exprimer ma reconnaissance mais je dois vous dire quelque chose. Vous avez l'air beaux, vous avez l'air au top et c'est merveilleux de vous voir ici en train de manger ce poulet mais il faut que je vous dise que nous allons devoir faire plus que rester assis.e à parler à nos voisin.es dans nos habits de luxes, une assiette à la main"
En 2017, Transparent a remporté le GLAAD Media Award for Outstanding Comedy Series. En acceptant le prix au nom de la distribution, Billings a exhorté le public à parler aux personnes qui ne sont pas d'accord avec leurs croyances, pour faire naître une conversation et permettre un changement au lieu d'une inaction complaisante. Elle en a appelé à la génération la plus agée de la communauté LGBTQ de venir en aide à la plus jeune car c'est cette génération qui continuera à porter les luttes pour l'égalité dans l'avenir.
Lors du discours inaugural pour la remise des diplômes de l'université d'État californienne à Long Beach en 2015, elle a une nouvelle fois souligné l'importance de parler haut et fort pour faire entendre leurs voix.

## Vie privée
Alexandra Billings vit à Hollywood, en Californie, avec sa femme Chrisanne, rencontrée à l'âge de quatorze ans en classe d'art dramatique. Elles se sont mariées à Chicago le 4 décembre 1995. Billings a été choisie pour être la Grand Marshal lors de la Marche des fiertés à Chicago, le 28 juin 2009.
Billings vit avec le VIH depuis 1985. Elle milite en faveur des initiatives de santé publique liées au VIH, ainsi que pour les questions trans et les droits des personnes transgenres. En évoquant son combat contre le VIH, elle affirme devoir sa survie à la présence de sa femme à ses côtés, son soutien et son amour tout du long. Elle a discuté sa séropositivité au cours d'un certain nombre d'entretiens, y compris un article de 2016 du journal de sa ville natale. Elle a discuté de la vie avec le VIH lors d'une interview avec le magazine POZ en 2003.

## Filmographie

### Film
| An   | Titre                 | Rôle               | Remarques         |
| ---- | --------------------- | ------------------ | ----------------- |
| 2007 | Prise                 | Dre Emily Andersen |                   |
| 2009 | Furtif                | Veronica Terranova | Court métrage     |
| 2010 | Faux                  | Elle-même          |                   |
| 2017 | Valley of Bones       | Kimberly           |                   |
| 2018 | Indépendants anonymes | Janey              |                   |
| 2019 | Paddleton             | Judy               |                   |
| 2020 | Disclosure            | Elle-même          | Film documentaire |

### Télévision
| An          | Titre                               | Rôle                | Remarques                          |
| ----------- | ----------------------------------- | ------------------- | ---------------------------------- |
| 2003        | Karen Sisco                         | Lois DiNardo        | Episode: "Personne n'est parfait"  |
| 2005        | ER                                  | Mme Mitchell        | Épisode: "Skin"                    |
| 2005        | Romy and Michele: In the Beginning  | Donna               | Film télévisé                      |
| 2006        | Grey's Anatomy                      | Donna Gibson        | Episode: "Là où sont les garçons"  |
| 2008        | Pierre Eli                          | Joanna              | Episode: "Deux ministres"          |
| 2008        | Jolie / belle                       | Christina Carpenter | Pilote TV invendu                  |
| 2014–2019   | Transparent                         | Davina Rejennae     | 23 épisodes                        |
| 2015        | How to Get Away with Murder         | Jill Hartford       | Episode: "Deux oiseaux, une meule" |
| 2015        | le Parlement américain              | Elle-même           | 4 épisodes                         |
| 2016        | Dish Nation                         | Elle-même           | Épisode 4.152                      |
| 2018        | Goliath                             | Martha Wallace      | 5 épisodes                         |
| 2020        | Journal d'une Future Présidente     | Joie                | 2 épisodes                         |
| 2021        | The Rookie : Le Flic de Los Angeles | Stella              | Épisode 13 Saison 3 : à 32min58    |
| 2021 - 2023 | Mes premières fois                  | Jennifer Warner     | 5 épisodes                         |
| 2022        | The Guardians of Justice            | Alex                |                                    |
| 2022        | The Peripheral                      | Ainsley Lowbeer     | 2 épisodes                         |

### Théâtre
| An   | Titre     | Rôle            | Remarques                  |
| ---- | --------- | --------------- | -------------------------- |
| 2018 | La sieste | Waxy Bush       | Théâtre Samuel J. Friedman |
| 2020 | Wicked    | Madame Morrible | Le théâtre Gershwin        |